# Thathaiyangarpet
Thathaiyangarpet es una ciudad y nagar Panchayat situada en el distrito de Tiruchirappalli en el estado de Tamil Nadu (India). Su población es de 12980 habitantes (2011). Se encuentra a 51 km de Tiruchirappalli y 92 km de Erode.

## Demografía
Según el censo de 2011 la población de Thathaiyangarpet era de 12980 habitantes, de los cuales 6487 eran hombres y 6493 eran mujeres. Thathaiyangarpet tiene una tasa media de alfabetización del 80,67%, superior a la media estatal del 80,09%: la alfabetización masculina es del 87,86%, y la alfabetización femenina del 73,54%.